# Col de Saverne
Le col de Saverne (en alsacien Zåwerer Steig) est un col routier du massif des Vosges situé dans le département du Bas-Rhin, entre les communes de Saverne et d'Ottersthal dans la plaine d'Alsace.
D'une altitude de 410 m, il est le passage naturel le moins élevé et le moins long à travers les Vosges, reliant la vallée du Rhin et la plaine d'Alsace à l'est, au plateau lorrain à l'ouest.
Utilisé depuis l'Antiquité, le col de Saverne est aujourd'hui situé sur la route départementale 1004 entre Saverne et la commune de Danne-et-Quatre-Vents (Moselle) ; mais il était précédemment sur le trajet de la route nationale 4 de Paris à Strasbourg, via Vitry-le-François, Nancy et Phalsbourg.

## Géographie

### Situation
Le col de Saverne fait partie d'un ensemble appelé seuil de Saverne situé dans le nord du massif des Vosges ; il sépare les Hautes Vosges gréseuses au sud et les Basses Vosges gréseuses au nord. Les Basses Vosges gréseuses culminent au Grand Wintersberg (581 m), à Niederbronn, à environ 30 km au nord-est de Saverne. Les Hautes Vosges gréseuses culminent au rocher de Mutzig (1 010 m), à Lutzelhouse, à 15 km au sud-ouest de Saverne.
Le col est inclus dans le territoire du parc naturel régional des Vosges du Nord.

### Topographie
- Si vous ne connaissez pas le sujet, laissez ce bandeau (vous pouvez alors contacter les auteurs).
- Si vous supprimez le contenu mis en cause (vous pouvez préalablement contacter les auteurs),

argumentez précisément cette suppression dans la page de discussion
(un manque de référence n'est pas un argument ; une recherche réelle de référence doit avoir été effectuée, être formellement documentée).
De Strasbourg (altitude moyenne : 142 m) au point le plus élevé de la route au col (413 m), le dénivelé est de 271 m pour une distance routière de 67 km (4 m/km ou 4 pour 1 000). Le dénivelé du col à Nancy (271 m) est de 142 m pour une distance routière de 110 km (1,3 m/km).
À proximité du col, les dénivelés sont plus grands : du col à la mairie de Phalsbourg (331 mètres), il est de 82 mètres pour une distance routière de 6,3 km (13,0 m/km ou 1,3 %) ; du col à la mairie de Saverne (191 mètres), on a un dénivelé très supérieur, de 222 mètres, pour une distance routière de seulement 4,3 km (51,6 m/km ou 5,2 %).
Dans les deux cas (à petite ou à grande échelle), il y a donc une dissymétrie entre les deux versants : la montée orientale est plus abrupte que la montée occidentale.
C'est dû à la structure de la partie orientale du Bassin parisien, caractérisée par le relief de cuesta, qui oppose un versant abrupt (la « côte ») et un versant à pente douce. On retrouve cette structure en allant vers l'ouest, avec les deux côtes les plus importantes de Lorraine : la côte de Moselle et la côte de Meuse.
Mais ici, c'est renforcé par le fait que, du côté abrupt, la plaine d'Alsace est un fossé d'effondrement.

### Géologie
Le parc naturel régional des Vosges du Nord est situé pour l'essentiel dans les couches intermédiaires du Buntsandstein avec des sommets tabulaires en conglomérat. Le grès vosgien affleure plus dans le front de la côte qu'à sa partie supérieure constituée de couches gréseuses intermédiaires. Une coupe transversale de la partie finale du paysage de côtes révèle pour tout le secteur une couverture sédimentaire qui se décline comme suit d'est en ouest :
| Sites          | Saverne                                    | Ottersthal                                             | Col de Saverne                                              | Phalsbourg                                                | Lixheim                                  | Haut-Clocher                                 |
| -------------- | ------------------------------------------ | ------------------------------------------------------ | ----------------------------------------------------------- | --------------------------------------------------------- | ---------------------------------------- | -------------------------------------------- |
| Âge géologique | Lettenkohle moyen                          | Muschelkalk supérieur                                  | Buntsandstein supérieur                                     | Muschelkalk inférieur                                     | Muschelkalk moyen                        | Muschelkalk supérieur                        |
| Lithologie     | Argile sableuse fine, dolomie, grès micacé | Calcaire fossilifère, calcaire oolithique, calcédonite | Grès grossier, nodules, marne siliceuse, dolomie caverneuse | Marne (33 % < Co3 < 66 %)                                 | Marne (33 % < Co3 < 66 %), gypse, halite | Calcaire argileux, Marne (33 % < Co3 < 66 %) |
| Géologie       | Argiles bariolées, dolomie à anoplophora   | Calcaire à entroques                                   | Grès, couches intermédiaires                                | Dolomie et marnes gréseuses très fossilifères à entroques | Marnes bariolées                         | Marno-calcaires à cératites                  |
| Coordonnées    | 48° 44′ 42″ N, 7° 21′ 40″ E                | 48° 45′ 18″ N, 7° 21′ 04″ E                            | 48° 45′ 50″ N, 7° 19′ 16″ E                                 | 48° 46′ 08″ N, 7° 15′ 32″ E                               | 48° 46′ 30″ N, 7° 08′ 20″ E              | 48° 45′ 32″ N, 7° 00′ 04″ E                  |
| Altitude en m  | 205                                        | 235                                                    | 410                                                         | 334                                                       | 270                                      | 262                                          |

### Paysages
En se basant sur la nature géologique, topographique et pédologique du site, on peut résumer le paysage aux environs et tout autour du col de Saverne par quatre faciès caractéristiques de l’ouest au sud-est :
- le plateau de Phalsbourg (Lorraine) ;
- les Basses Vosges (Lorraine-Alsace) ;
- les champs de fractures de Saverne (Alsace) ;
- les terres vallonnées agricoles dites « Ackerland ».

Le col de Saverne fait la transition entre le plateau lorrain et les Vosges gréseuses. On fait[Qui ?] généralement arrêter les Vosges au col de Saverne, voire un peu avant dans le pays de Dabo jusqu’à la vallée de la Zorn, le sommet le plus septentrional étant le Schneeberg (961 m). Les terres peu fertiles du versant ouest et de la côte du front de fracture débouchent sur des zones agricoles riches en limon ou lœss.

### Sols et végétation

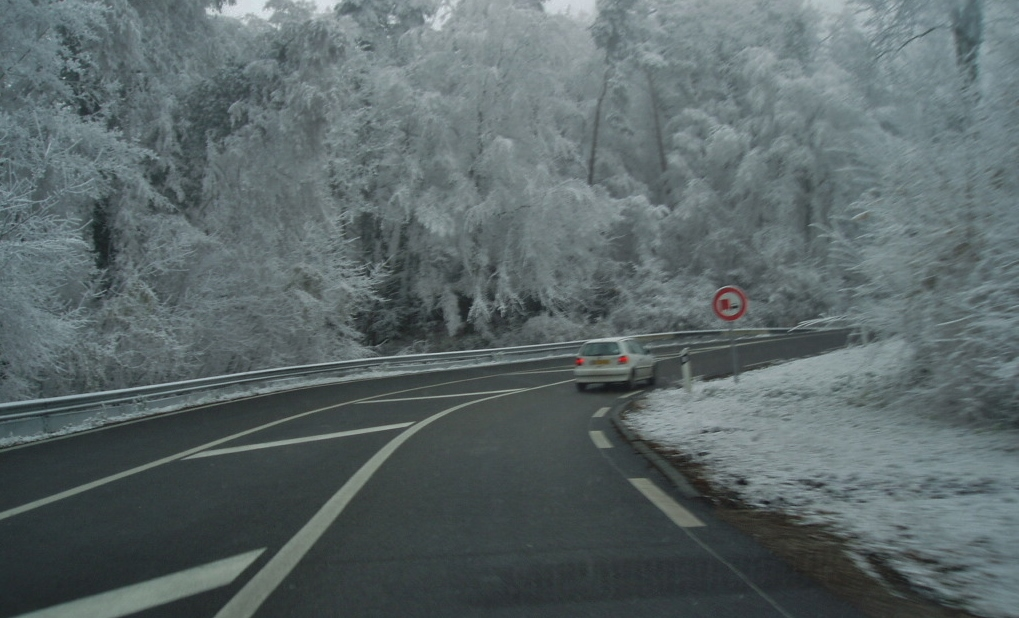
Col de Saverne en hiver, en 2004

Le col de Saverne est situé dans le domaine des Basses Vosges où le grès vosgien et le conglomérat principal sont les roches-mères de sols ocre-podzoliques et de sols podzoliques où on trouve traditionnellement la canche flexueuse (Deschampia flexuosa), la myrtille (vaccinium myrtillus) et la luzule blanche (Luzula alba). Plus on monte et plus le versant est orienté au froid et à l’humidité, moins les sols sont affectés par la podzolisation. On y trouve alors la fétuque des bois (Festuca altissima) qui est l’indice d’un sol brun acide ou brun ocreux. L’altitude du col de Saverne et de ses environs coïncide avec la limite naturelle de deux espèces végétales vers le nord du massif vosgien : le sapin pectiné (Abies alba) et le digitale pourpre (Digitalis purpurea). Les conifères font quelques apparitions, mais le domaine reste le monopole des feuillus. Comme l’étage montagnard moyen, caractérisé par la hêtraie-sapinière, débute habituellement à la limite altitudinale inférieure du sapin, le col de Saverne est dans le domaine de la hêtraie-chênaie.
La zone climacique du col de Saverne est plutôt rare dans le massif vosgien ; entre l’étage collinéen et l’étage submontagnard, il se différencie par sa hêtraie à prénanthe et grande fétuque (Festuca silvatica).
Si la hêtraie-chênaie monte jusqu’à 700 m d'altitude sur un versant bien exposé, plutôt à 500 m pour les flancs au nord, tous les massifs forestiers alsaciens du pays de Saverne ne sont pas recouverts que de feuillus. C’est vrai pour la partie des Vosges du Nord, mais ça l’est moins au sud du col de Saverne. La politique d’enrésinement a laissé des traces durables sur le paysage sylvicole. Les espèces spontanées du secteur sont le chêne sessile, le hêtre, le bouleau, le sapin, l’alisier blanc, le sorbier des oiseleurs. L’essence endémique du pin sylvestre, dit de Wangenbourg, se limite aux versants secs, ensoleillés. La myrtille apparaît dans les forêts de feuillus de manière sporadique et pas en tapis, en revanche elle affectionne les hêtraies-sapinières-pinèdes. Cela explique pourquoi les habitants pratiquent également la cueillette de la myrtille à l’instar des Vosgiens des parties méridionales du massif.

### Écologie
Depuis sa construction en 1976, l'autoroute A4 forme une barrière pour la faune, fragmentant un vaste espace entre Vosges du Sud (et de-là le Jura) d'une part et Vosges du Nord et forêt palatine d'autre part, réduisant l'efficacité de la réserve de biosphère transfrontalière des Vosges du Nord-Pfälzerwald. Le corridor biologique du col de Saverne, où la largeur de la forêt se rétrécit fortement, a été interrompu. Une passerelle avait bien été construite mais elle n'est pas végétalisée, beaucoup trop étroite (10 mètres de large) et régulièrement empruntée par l'homme.
Le brassage génétique de nombreuses espèces forestières est menacé ; parmi les plus touchées, le cerf élaphe et le lynx boréal.

## Histoire

### De la cité celtique à l’axe autoroutier Paris-Strasbourg
La voie de passage entre Phalsbourg et Saverne n'est en rien naturelle ; au fil des siècles, on l'a quelque peu forcée à devenir un axe de communication aujourd'hui incontesté. Quelques facteurs moins géographiques que géopolitiques ont conduit à ce statut de col très fréquenté. Pendant des siècles, les voies de passage naturelles étaient les vallées qui aboutissaient sur des cols. Ici, ce sont celles de la Zorn et de la Sarre. La carte de Lorraine de 1513 commandée par le duc René II, dressée par Martin Waldseemüller au gymnasium de Saint-Dié célèbre pour son invention du mot Amérique dans les cartes, n'indique que Bitche, la Petite Pierre et le Donon. Aucune trouée n'est reconnaissable entre Sara Castrum (Sarrebourg) et Zabernia Saverne.
Le seul argument naturel en faveur de ce passage est que les Vosges gréseuses sont à cet endroit précis les plus étroites de tout le massif.
La perspective celtique était de construire sur un promontoire rocheux surplombant la vallée comme c'est le cas sur de nombreux sommets environnants. Le passage à travers l'oppidum était interne à la tribu celtique installée entre la Meuse et le Rhin, les Médiomatriques.
La perspective romaine va créer la voie de passage et le col à vocation moins locale. Avec la romanisation des Celtes locaux dont seuls les oppida sur des sommets à l'écart des voies de communication pourront échapper un temps à l'acculturation, l'axe est-ouest prendra toute son importance car les Romains bâtissaient des voies carrossables pour relier les légions et les unités militaires entre elles ; dans le cas présent, Strasbourg aux portes de la Germanie devait être rapidement accessible de Reims, Metz et Trèves. De plus, à l'instar du Limes en Germanie, les Romains allaient toujours au plus court et privilégiaient la ligne droite même dans les régions de moyenne montagne du massif schisteux rhénan. C'est le cas ici, la future RN4 suit presque toujours le tracé de la voie romaine visible sur la table de Peutinger. L'axe de communication devint un axe de vie sociale intense pour l'époque.
La perspective géopolitique française en conflit avec la Lorraine indépendante fera de ce passage antique, un temps abandonné, ce qu'il est devenu aujourd'hui : la route de ou vers Paris. L'axe fait naturellement la jonction entre l'Alsace et le royaume de France. Cela commence avec l'arrivée des Rohan au pouvoir de l'évêché de Strasbourg et de son temporel très vaste auquel appartient Saverne. C'est un cardinal de Rohan qui demandera une nouvelle route pour passer la côte. L'Alsace, très allemande au XVe siècle, passe lentement sous influence française et les Rohan en sont le vecteur. Au XVIIe siècle, dans le cadre plus global de la procédure des réunions, Louis XIV crée la route d'Alsace morceau par morceau : le pays de Phalsbourg devient français en 1661, plus d'un siècle avant la Lorraine. Vauban propose un renforcement des fortifications. Le marquis de Louvois vient inspecter les lieux et écrit le 17 juin 1679 à son roi que le site est bon pour contrôler le passage Alsace-Lorraine car il est impossible pour un assaillant d'y subsister bien longtemps : « aucun fourage et quasy point d'eaue ». Il rajoute que le danger ne peut venir de l'est car il est « absolument impossible que des chevaux chargez de fourage puissent monter la montagne de Saverne ».

### Un oppidum celtique de la Tène

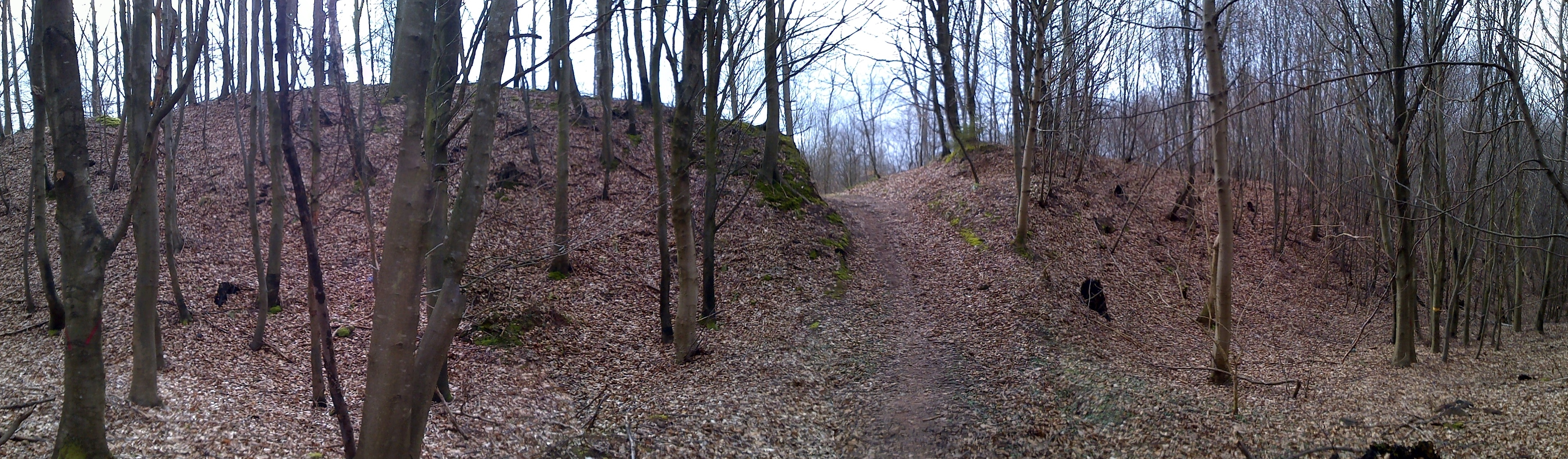
Vestiges du fossé des Pandours au col de Saverne

Le terme alsacien/francique lorrain et allemand du col de Saverne (Zaberner Steige) rappelle qu'à l'origine ce n'est pas un col, mais un escarpement rocheux. La voie de communication ancestrale depuis l'époque des Celtes ne passait pas par cette côte dont l'accès était rendu difficile par un manteau forestier dense et des rochers de grès des Vosges partiellement abrupts. Cette voie longeait la vallée de la Bièvre et passait par le col du Hohwalsch pour rejoindre la vallée de la Zorn qui aboutit à Saverne, ce qui représente un gros détour.

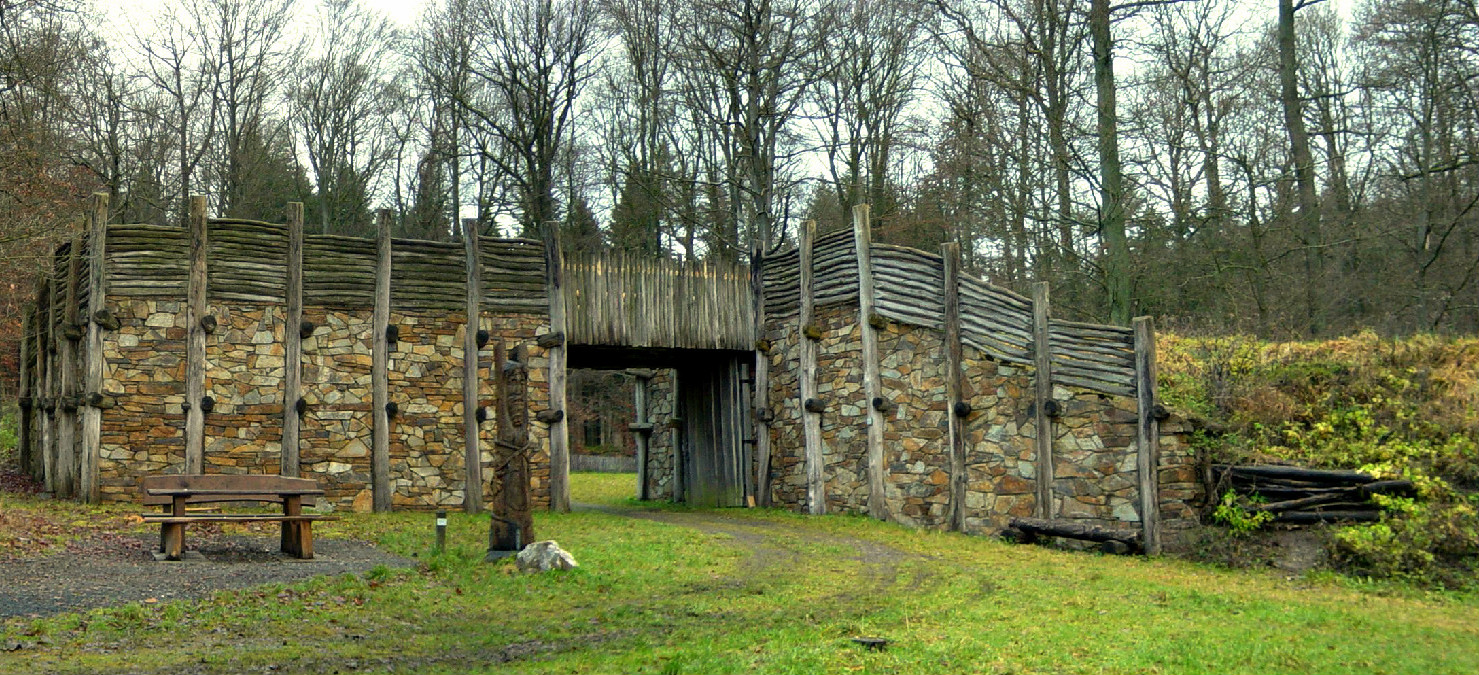
Exemple de reconstruction d’une porte en tenailles à Dünsberg (D)

L’oppidum posé à cheval sur l’actuel col de Saverne est daté à la fin de l’âge du fer de la Tène (-450 à -50), donc peu avant l’invasion romaine de 52 av. J.-C. Selon les chercheurs, il n’est pas exclu qu’il y ait eu auparavant une cité celtique moins fortifiée du type de Hallstatt. La partie méridionale de la fortification fut moins remaniée que la façade occidentale car cette dernière fait face au plateau lorrain, donc aux invasions alors que les parties latérales de l’oppidum donnent sur une pente raide de deux vallons encaissés. Au lieu-dit Usspann (littéralement « enlever ou changer l'attelage » en alsacien) qui donne l’altitude du col à 413 m, les archéologues ont trouvé un bâtiment de type romain dont chacun s’accorde à dire que c’était une station de relais pour se préparer à la descente périlleuse de la côte, ou à l’inverse, pour se reposer d’une ascension fatigante.
Les fortifications resteront visibles jusqu’au XVIIIe siècle. Avec le fossé des Pandours et son murus gallicus, on peut voir aujourd’hui encore le rempart de terre qui surplombait un fossé aujourd’hui comblé. Le fossé avait une longueur de 850 m orienté sud-ouest – nord-est ; il barrait la route venant de l’ouest. Dans ses parties les plus élevées, le garde se trouvait à huit mètres au-dessus du fond du fossé. La partie occupée par la route actuelle aboutissait probablement à une porte en tenailles si caractéristiques des oppida de la Tène dans toute l’Allemagne du Sud. Deux murs latéraux s’enfonçaient vers la porte d’entrée afin de pouvoir attaquer les assaillants du haut du mur d’enceinte.
L’ensemble de l’oppidum préhistorique faisait 1 750 m de long avec l’actuelle route du col en son centre et une largeur de 750 m. Les pentes naturelles des vallons encaissés du Ramsthal, du Schlettenbach et du Michelsbaechel (actuelle trouée de l’autoroute A4) prolongent les remparts.

### Époque gallo-romaine
Le passage des Vosges ancestral du Hohwalsch (pratiqué jusqu'au XVe siècle) fut progressivement abandonné au profit de cette voie romaine qui fut plusieurs fois retracée et rénovée.
Les trois cols ancestraux de l'époque romaine qui franchissaient les crêtes des Vosges furent :
- le col du Donon ;
- le col du Bonhomme ;
- le col de Bussang.

Il reste au col de Saverne des tronçons de la voie romaine qui longe des rochers de conglomérat très vertigineux comme le Saut du Prince Charles, proche du jardin botanique. En revanche, les Romains ont construit une voie carrossable pour permettre la liaison Metz - Strasbourg (Divodurum-Argentoratum). Une voie romaine était jalonnée de gites-étapes sur tout son parcours en plus des villae rusticae de taille plus importante comme la villa Saint-Ulrich, l'une des plus grandes villae mises au jour au Nord de l'Europe, classée parmi les monuments historiques de la Moselle. C'est à l'emplacement de l'un de ces castra d'étape avec trois tavernes, Tres Tabernae, qu'est né Saverne.

### Moyen Âge et temps modernes

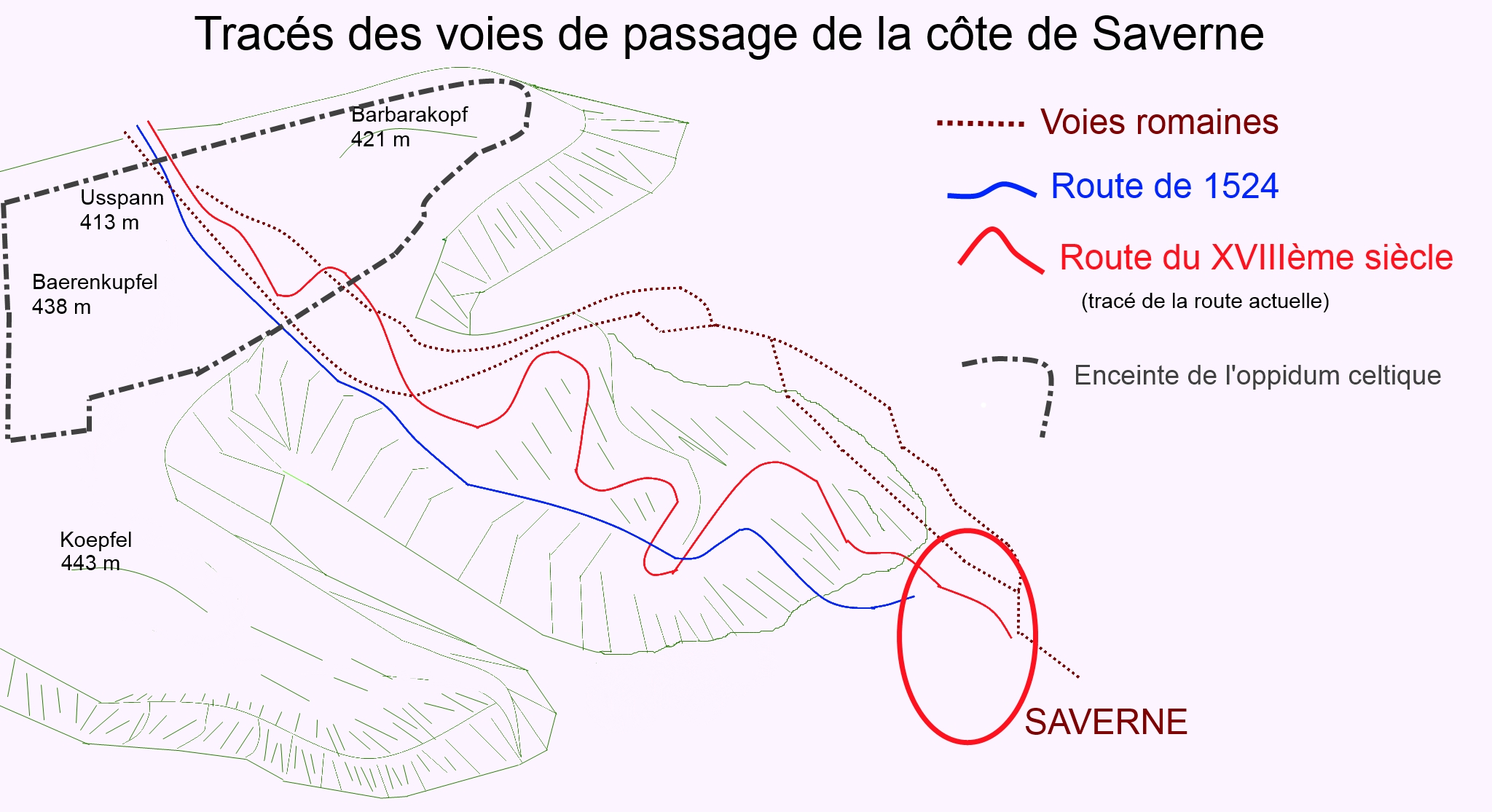
Voies de passage du col de Saverne (reproduction simplifiée du panneau de la SHASE sur site).

Il faudra un certain temps pour que l'ancienne voie romaine devienne un axe de communication. Aucune comparaison n'est possible avec les cols du Bonhomme et de Bussang qui garderont leur statut privilégié de passage incontournable des montagnes vosgiennes vers l'Alsace, les Alpes et l'Italie, ce que l'on appelle en Lorraine l'axe lotharingien,. Le col de Saverne n'est pas sur les voies des grandes foires médiévales, ni ne connaîtra le même élan de création de monastères le long des voies commerciales et des mines d'argent et de cuivre des hautes vallées vosgiennes. Il n'y aura pas de péage sur le col de Saverne contrairement à celui, par exemple, de Bussang qui fournira des revenus importants aux ducs de Lorraine. La route très fréquentée au Moyen Âge, notamment à cause des foires de Champagne, est celle qui emprunte la vallée de la Moselle d'Épinal à Bussang au point que les péages ou tonlieux se multiplient à partir du XIVe siècle. Les voyageurs sont accueillis depuis la vallée de la Meuse jusqu'au col, dit péage de l'Estraye, dans des maisons-Dieu. En fait, l'axe de communication majeur de l'Alsace médiévale et de la Renaissance est plutôt nord-sud, ou bien encore vers l'est germanophone.
Les choses vont évoluer assez vite quand le centre d'intérêt de l'Alsace va lentement basculer vers l'ouest. Avec la construction de la cité palatine Phalsbourg au XVIe siècle, dont les fortifications seront remaniées et complétées par Vauban, le tracé de l'ancienne voie romaine deviendra la « route d'Alsace » pendant le règne de Louis XIV.

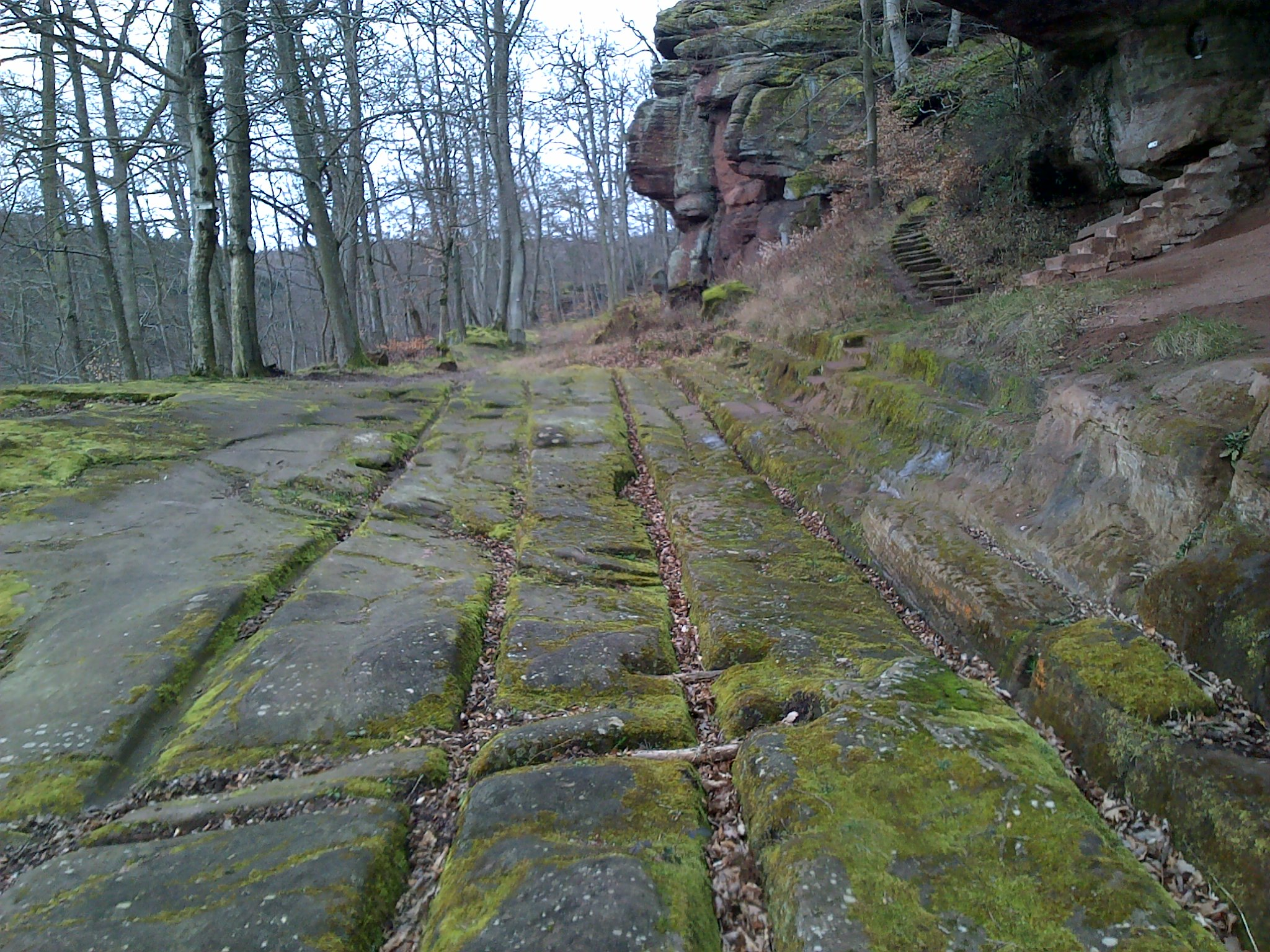
Rails de la route du XVI.

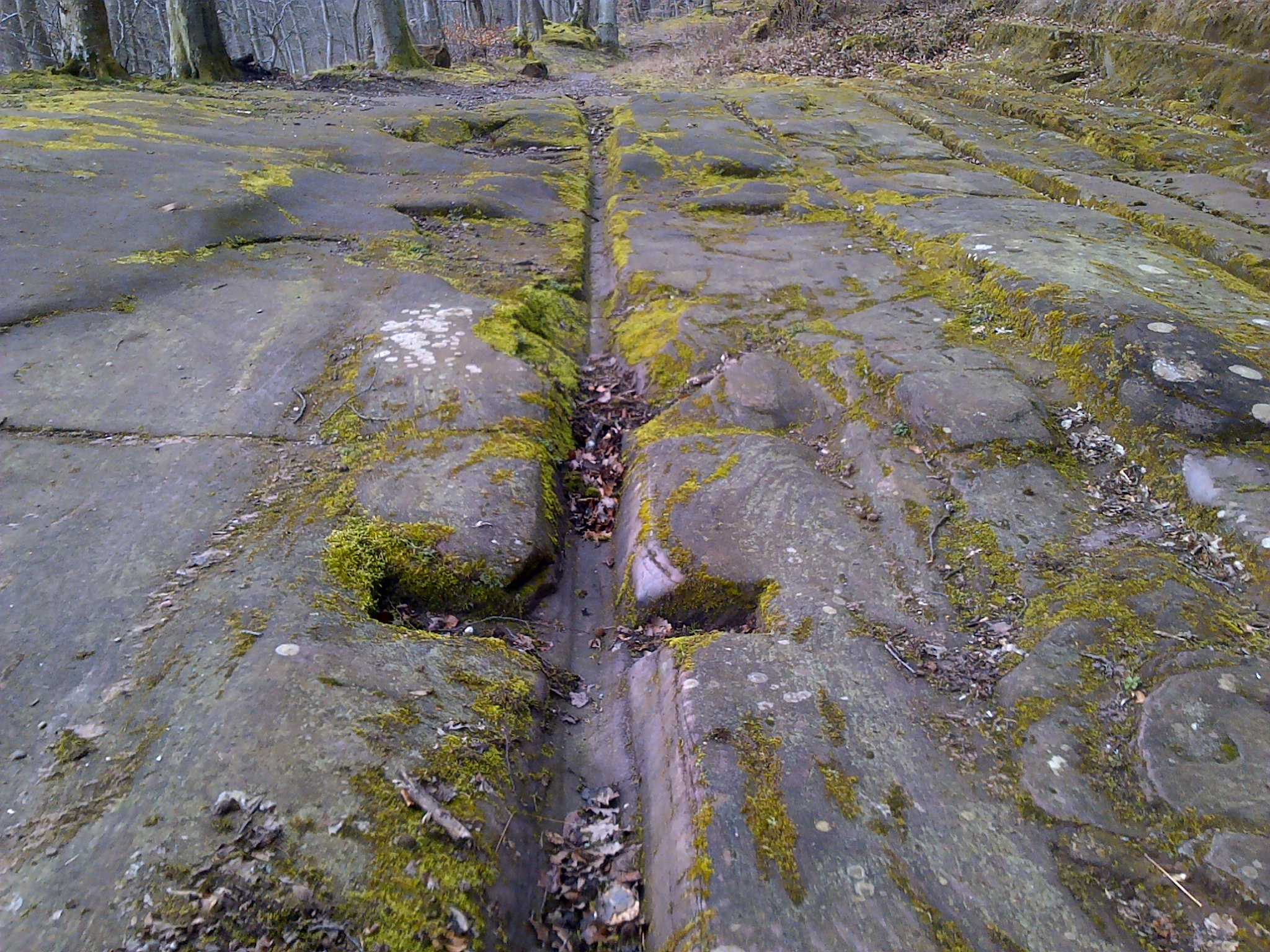
Entailles perpendiculaires pour poser une cale.

En 1524, l'évêque de Strasbourg Guillaume III de Hohnstein fit construire une nouvelle voie de passage au pied du Hohenfels (sur lequel se trouve le Saut du Prince Charles) à travers la gorge du Holderloch où s'écoule la Schlettenbach, jusqu'à la Gutleuthaus (léproserie) de l'Usspann. Quelques tronçons de cette route du XVIe siècle présentent un aspect très spécifique au col de Saverne ; la chaussée comporte des ornières de la largeur d’une roue de charrette. L’écartement des rails est de 1,05 m. Les rails creusés dans la roche servaient à éviter le dérapage des véhicules, notamment parce que la pente du vallon du Schlettenbach est très abrupte sur la droite de la route en descendant.
La route est particulièrement dangereuse car elle est en ligne droite dans le sens de la pente. C’est pourquoi, les entailles perpendiculaires aux rails jouaient un rôle essentiel en cas de fatigue des bêtes comme des hommes. On pouvait ainsi caler la roue du chariot ou d’autres voitures afin de reprendre son souffle dans la montée, par exemple. Cette route fut rénovée en 1616 par l’archiduc Léopold d’Autriche, prince-évêque laïc de Strasbourg comme l’indique une plaque dans la roche réalisée par Hans Faber la même année. Le panneau informatif du sentier archéologique des Pandours cite François de Rabutin qui faisait partie de l’expédition militaire du roi Henri II en Alsace en 1552 : « Il appelle la route de la côte de Saverne un fort fescheux et estrange chemin. Une partie des bagages des troupes françaises a été perdue dans la descente du col. »
Le tracé de la route actuelle remonte aux travaux d'Antoine de Règemorte, fils de l’ingénieur des ponts et chaussées de la province d'Alsace, Jean-Baptiste de Règemorte, entre 1728 et 1737, sur demande du cardinal de Rohan dont la résidence est au château épiscopal de Saverne. Ce fut l’une des prouesses techniques très admirées de l’époque. Par la suite, la RN4 passe par le col de Saverne, ce qui en fait un passage obligé sur la ligne droite qui relie Paris à Strasbourg.

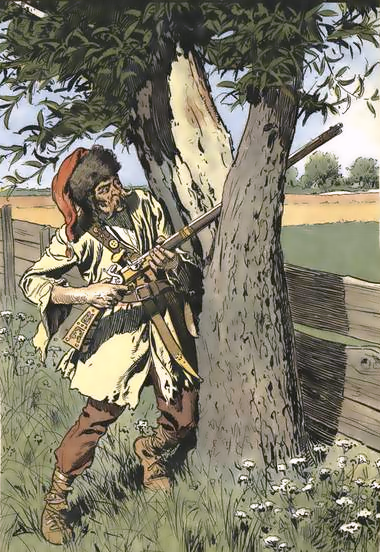
Pandoure autrichien en 1760.

Pendant la guerre de Succession d'Autriche, l’armée autrichienne avait réussi à prendre la ville de Saverne. Afin de protéger la ville, les occupants autrichiens prirent la décision d’ériger la fortification des Pandours en 1744 sur le versant lorrain. À cette date, la route royale construite environ dix ans plus tôt était plus à gauche de la route du col actuelle en direction du sud-ouest. Le fort fut construit en quelques jours par les troupes pandoures et valaques du colonel et baron Franz de Trenck. Il fallait empêcher un assaut des troupes françaises commandées par le général François d'Harcourt. La fortification consistait en une levée de terre le long de laquelle un petit fossé avait été creusé. Des canons étaient postés sur les levées de terre rehaussées de palissades. Les fouilles sur le terrain montrent qu’il existait avant le fort temporaire des Autrichiens, sans qu’on puisse le dater de manière précise, un ouvrage fortifié d’environ 50 m qui porte le nom de « redoute d’Usspann ». Elle était située légèrement en hauteur par rapport à la route du col ancestrale, dite « route des Évêques », afin de contrôler les passages de troupes venant de Lorraine. En 2020, la redoute d’Usspann, la fortification des Pandours et le fossé de la redoute se situent entre la RD 1004 et l’ancienne route des Évêques qui débouchent sur la voie médiévale. Un sentier pédagogique et balisé a été créé par la commune de Saverne, l’Office national des forêts et le Réseau ferré de France pour expliquer aux randonneurs ces différents sites historiques autour du col de Saverne.

## Activités

### Tourisme

#### Jardins et parcs
On trouve notamment à mi-chemin du col de Saverne le jardin botanique qui fait partie des jardins portant le label « jardin remarquable » et en bas du col la roseraie de Saverne.

#### Randonnée pédestre

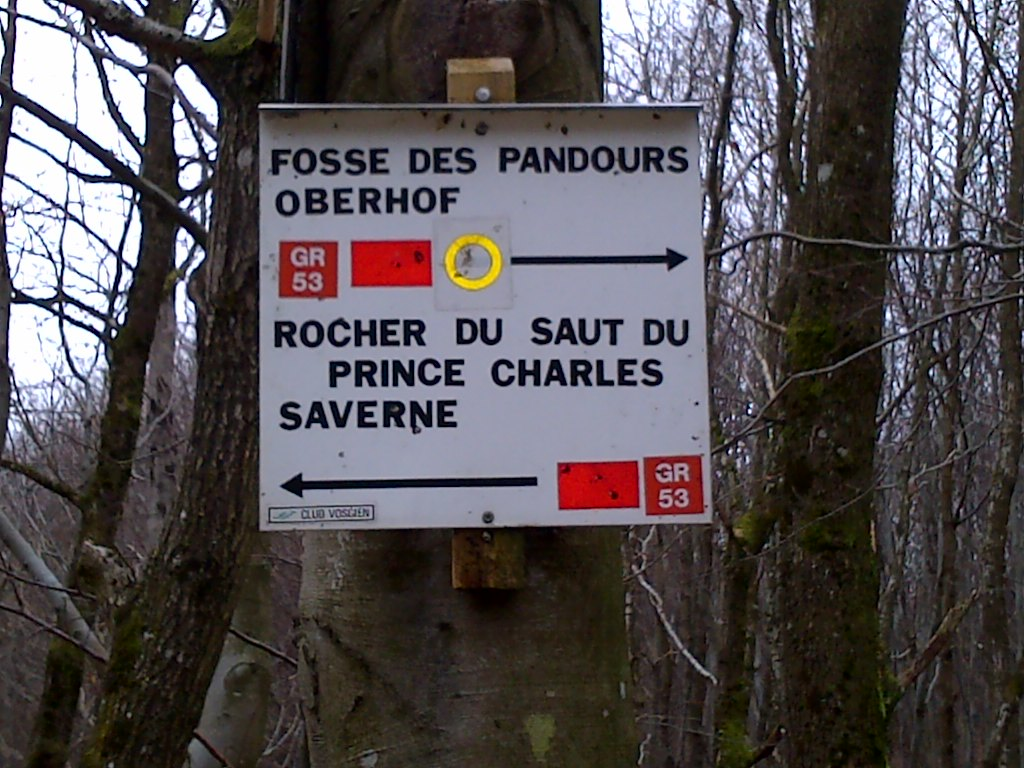
Grande Randonnée 53

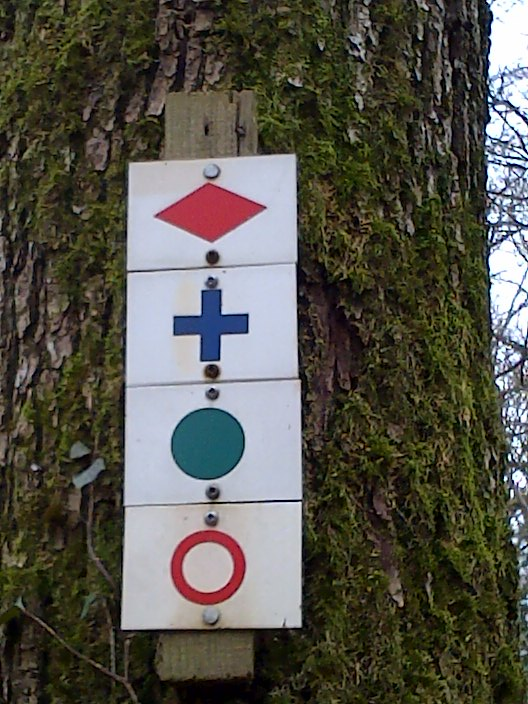
Balisage Club vosgien

Deux parkings, l'un avant la descente en venant de Lorraine et l'autre à mi-côte où se trouve le jardin botanique, permettent de déposer son véhicule et de partir en randonnée pédestre ou de faire des tours en VTT.
Le balisage de randonnée est assuré par le Club vosgien, d'ailleurs fondé à Saverne le 31 octobre 1872 :
- le cercle jaune est un circuit qui permet de découvrir les deux hauteurs de chaque côté du col, le Koepfel (445 m) et le bois d'Ottersthal (421 m). Le sentier longe des rochers et parois rocheuses très élevés. Des deux hauteurs, on a une vue plongeante sur la ville de Saverne et sur la trouée gigantesque de l'autoroute A4 au nord du col ;
- le rectangle rouge du sentier de grande randonnée GR5 longe la route du col de Saverne jusqu'au centre-ville, puis bifurque vers le château-fort du Haut-Barr et les premiers sommets des Basses Vosges. En suivant ce sentier, on marche sur l'ancien tracé de la route du col de Saverne il y a 400 ans. Des panneaux gravés dans la roche du Saut du Prince Charles expliquent les différents tracés de la route depuis les Romains jusqu'aux temps modernes. C'est sur ce sentier que l'on voit comment la route a été aménagée pour empêcher les voitures et chariots de dévaler la pente trop inclinée ;
- la croix jaune va du Col de Saverne vers le centre-ville en longeant le Koepfel. Le randonneur surplombe un vallon ombragé avec les rochers de conglomérat à sa droite ;
- le triangle jaune relie la trouée de l'autoroute A4 à la maison forestière du Schweizerhof, point de départ d'autres randonnées et aire de repos en pleine forêt (accessible par route forestière un peu avant le col, à hauteur de la maison forestière de Kaltwiller) ;
- la croix bleue conduit vers le lieu de pèlerinage local, sis en Lorraine, le couvent franciscain de Bonne-Fontaine ; de là, on prolonge vers le fond de Fouquet ou Phalsbourg par le sentier de grande randonnée matérialisé par un rectangle jaune ;
- le cercle rouge conduit à la chapelle Saint-Michel en passant au-dessus de l'autoroute A4 grâce à la passerelle à gibier, spécialement conçue pour permettre au gros gibier de passer d'un massif à l'autre[43].

#### Circuits VTT
Les circuits VTT ne partent pas directement du parking du col, mais ils sont accessibles en moins de 5 minutes. Comme pour les randonnées pédestres, ils permettent de découvrir les deux massifs forestiers de chaque côté du col et ses environs (vallée de la Zorn avec sa piste cyclable le long du canal de la Marne au Rhin).
- Colonne RN4 un peu avant le point le plus élevé du col de Saverne - mont Saint-Michel, soit 40-48 km avec 500 m de dénivelée, pour environ 4 h 30-5 h 00 de trajet. Il passe par la passerelle à gibier, longe le piémont avec une vue régulière sur la plaine d’Alsace. Il emprunte peu de routes.
- Stambach - Billebaum – Geisfelswasen – Schaeferplatz, soit 30 km, 350 m de dénivelée, 2 h 30 de route. Comme pour le premier circuit, on a une vue sur la plaine et on passe à côté des nombreux châteaux-forts en ruine de l’époque médiévale alsacienne.
- Saverne - Kempel - La Hoube, soit 40 km pour une dénivelée de 500 m, environ 4 h 45 de route. Ce circuit permet de se faire une idée du massif forestier des Basses Vosges. Il emprunte des routes forestières, passe partiellement en Lorraine car la région boisée du piémont sert de frontière naturelle entre Lorraine et Alsace.

Une partie de ces trois circuits correspond à la traversée du massif vosgien qui va de Wissembourg à Thann.
Il n’est pas obligatoire de suivre les circuits balisés, une carte IGN permet de s’orienter. En s’arrêtant au col de Saverne, à l’aire de repos, il y a plusieurs routes forestières qui entrent dans le massif du Koepfel.

### Cyclisme
La 4e étape du Tour de France 1947, entre Luxembourg et Strasbourg, a emprunté le col de Saverne ; c'est d'ailleurs dans cette ascension que Jean Robic (futur vainqueur de l'étape et également de l'épreuve) s'est échappé en compagnie de Ferdi Kübler et de Maurice Diot.

## Contes et légendes

### Légende orale du Saut du Prince Charles
Sur les hauteurs du col de Saverne, non loin de la frontière entre l'Alsace et la Lorraine, se trouve un rocher abrupt avec une grotte. On le nomme le Saut du Prince Charles, du nom d'un duc lorrain qui, dans l'euphorie d'une bonne chasse, a sauté du haut du rocher avec son cheval. Il parvint sans aucune blessure pour lui comme pour le cheval en contrebas de la falaise. En revanche, on peut voir aujourd'hui encore les traces des quatre fers du cheval dans la roche où le destrier a atterri. Selon une autre version, on raconte qu'il fuyait devant ses ennemis jusqu'à ce qu'il se retrouve face au vide sans autre possibilité que de sauter du haut du rocher. Le saut du désespoir le sauva.

### L'école des sorcières du mont Saint-Michel
Non loin du col de Saverne au-dessus de Saint-Jean-Saverne se trouve la chapelle Saint-Michel, un lieu de pèlerinage. Tout proche de la chapelle, sur un promontoire de grès sous lequel il y a une grotte. On raconte dans la population locale que c'est sur le rocher tabulaire que se rencontraient les sorcières. On nomme cet endroit l'école des sorcières. La maîtresse sorcière et ses élèves s'assoient en rond dans le creux de la roche. On enferme les sorcières punies dans la grotte. On dit aussi que depuis ce rocher, les sorcières s'envolent vers la colline du Bastberg.

### Le jardin d'Alsace
La légende populaire raconte que la première fois que le roi Louis XIV arriva par le col de Saverne en Alsace, sa nouvelle conquête territoriale, il déclara : « Ah quel beau jardin que voilà ! ».